# Montenegrijnen
De Montenegrijnen (Montenegrijns: Црногорци, Crnogorci) zijn de inwoners van Montenegro. Het begrip Montenegrijn kan vervolgens ook betrekking hebben op een persoon wiens voorouders de oorspronkelijke bewoners zijn van Montenegro. In de laatste categorie spreekt men van etnische Montenegrijn.

## Geschiedenis
Voorouders van de Montenegrijnen, de vroegste in de late vijfde eeuw en later tijdens de 8e eeuw, vestigden zich in het gebied van het huidige Montenegro tot het midden van de 11e eeuw. Hier vestigden zij hun eerste onafhankelijke staat Duklja (Doclea).

## Verspreiding

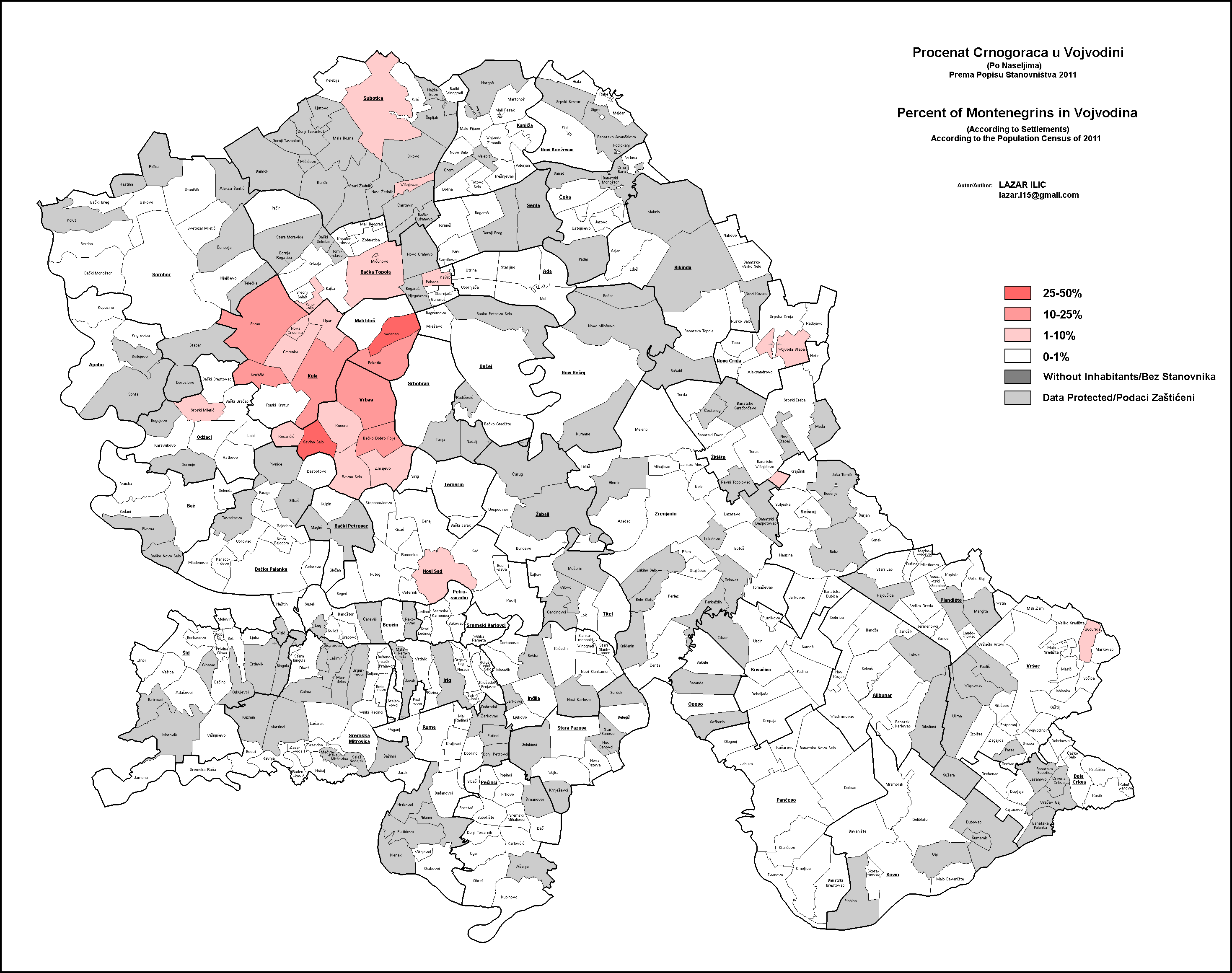
Montenegrijnen in Vojvodina in 2011

De meeste Montenegrijnen leven in Montenegro. De Montenegrijnse volkstelling van 2011 registreerde 278.865 etnische Montenegrijnen, oftewel 44,98% van de Montenegrijnse bevolking. Relatief gezien had het district Cetinje, met 90,54% van de bevolking, het hoogste percentage Montenegrijnen in Montenegro.
In de Servische volkstelling van 2011 werden 38.527 etnische Montenegrijnen geregistreerd, waarvan het overgrote deel in Vojvodina. In 2002 werden er echter nog 69.049 Montenegrijnen in het land geteld, hetgeen resulteert in een daling van 44,20% in minder dan tien jaar tijd. In drie gemeenten vormen Montenegrijnen meer dan 10% van de bevolking: Vrbas (17,5%), Mali Iđoš (16,3%) en Kula (10,1%).

## Religie
De meeste Montenegrijnen zijn christelijk, met name lid van de Oosters-orthodoxe kerken. In Servië en Montenegro is circa 88% van de etnische Montenegrijnen christelijk-orthodox, terwijl deze religie wordt beleden door 40 tot 45% van de Montenegrijnen in Kroatië en Slovenië. Verder zijn er katholieke (in Kroatië) en islamitische minderheden (in Slovenië en Montenegro) onder de Montenegrijen, maar ook een grote groep zonder religieuze overtuiging (vooral in Kroatië).
| Land       | Aantal Montenegrijnen            | Orthodoxe Kerk | Orthodoxe Kerk | Katholieke Kerk | Katholieke Kerk | Overige christenen | Overige christenen | Islam  | Islam | Atheïsme/ Agnosticisme | Atheïsme/ Agnosticisme | Anders/ Onbekend | Anders/ Onbekend |
| Land       | Aantal Montenegrijnen            | Aantal         | %              | Aantal          | %               | Aantal             | %                  | Aantal | %     | Aantal                 | %                      | Aantal           | %                |
| ---------- | -------------------------------- | -------------- | -------------- | --------------- | --------------- | ------------------ | ------------------ | ------ | ----- | ---------------------- | ---------------------- | ---------------- | ---------------- |
| Montenegro | 280.873 (v.d. 620.029 inwoners)  | 248.523        | 88,48          | 5.667           | 2,02            | 921                | 0,33               | 12.931 | 4,60  | 6.392                  | 2,28                   | 6.439            | 2,29             |
| Servië     | 38.527 (v.d. 7.186.862 inwoners) | 33.771         | 87,65          | 215             | 0,56            | 61                 | 0,16               | 196    | 0,51  | 2.368                  | 6,15                   | 1.916            | 4,97             |
| Kroatië    | 4.517 (v.d. 4.284.889 inwoners)  | 1.822          | 40,33          | 379             | 8,39            | 57                 | 1,26               | 159    | 3,52  | 1.725                  | 38,19                  | 175              | 8,30             |
| Slovenië   | 2.667 (v.d. 1.964.036 inwoners)  | 1.193          | 44,73          | 87              | 3,26            | 5                  | 0,19               | 634    | 23,77 | 463                    | 17,36                  | 285              | 10,69            |
| TOTAAL     | 326.584                          | 285.309        | 87,36          | 6.348           | 1,94            | 1.044              | 0,32               | 13.920 | 4,26  | 10.948                 | 3,35                   | 8.815            | 2.70             |